# West Perrine
West Perrine es un lugar designado por el censo ubicado en el condado de Miami-Dade en el estado estadounidense de Florida. En el Censo de 2010 tenía una población de 9.460 habitantes y una densidad poblacional de 2.080,03 personas por km².

## Geografía
West Perrine se encuentra ubicado en las coordenadas 25°36′22″N 80°21′50″O / 25.60611, -80.36389. Según la Oficina del Censo de los Estados Unidos, West Perrine tiene una superficie de 4,55 km², cuya totalidad corresponde a tierra firme.

## Demografía
Según el censo de 2010, había 9.460 personas residiendo en West Perrine. La densidad de población era de 2.080,03 hab./km². De los 9.460 habitantes, West Perrine estaba compuesto por el 30,88% blancos, el 62,65% eran afroamericanos, el 0,32% eran amerindios, el 1,04% eran asiáticos, el 0% eran isleños del Pacífico, el 2,89% eran de otras razas y el 2,23% pertenecían a dos o más razas. Del total de la población el 31,69% eran hispanos o latinos de cualquier raza.